# Tau1 Lupi
Pour les articles homonymes, voir Tau Lupi.
Désignations
Tau1 Lupi (en abrégé τ1 Lup) est une étoile variable de la constellation australe du Loup. Elle est visible à l'œil nu avec une magnitude apparente d'environ 4,55. L'étoile présente une parallaxe annuelle de 2,99 mas mesurée par le satellite Hipparcos, ce qui indique qu'elle est distante d'environ ∼ 1 090 a.l. (∼ 334 pc) de la Terre. Tau1 Lupi pourrait être une étoile en fuite, ayant une vitesse particulière de 32,6 ± 3,6 km/s. Elle est membre du sous-groupe Haut-Centaure Loup de l'association Scorpion-Centaure, qui est l'association d'étoiles massives de types O et B la plus proche du Système solaire.
Tau1 Lupi est une étoile sous-géante bleu-blanc de type spectral B2 IV. Il s'agit d'une variable de type Beta Cephei, détectée pour la première fois à partir d'observations faites en 1955 à l'observatoire du Cap. Elle varie selon une période régulière de 0,177 369 34 jour, correspondant à une fréquence de 5,637 953 cycles par jour, avec une amplitude de 0,035 en magnitude visuelle,. L'étoile est autour de 10 fois plus massive que le Soleil et elle est estimée être âgée d'environ 21 millions d'années. Son rayon est 7,1 fois plus grand que le rayon solaire, elle est environ 3 800 fois plus lumineuse que le Soleil et sa température de surface est de 15 273 K.
Tau1 Lupi montre un excès d'infrarouge, ce qui inhabituel pour une étoile de cette classe qui n'est pas une étoile Be. Cet excès est interprété comme indiquant la présence d'un disque de débris en orbite. Le bord intérieur de la poussière est ainsi situé à une distance de 980 ua et sa température est de 190 K, tandis qu'elle s'étend jusqu'à une distance de 50 000 ua, où sa température est de seulement 40 K. Cette poussière optiquement fine n'est pas liée au comportement pulsationnel de l'étoile.
Tau1 Lupi possède un compagnon visuel recensé dans les catalogues d'étoiles doubles et multiples. Il s'agit d'une étoile de neuvième magnitude, qui, en 2016, était située à une distance angulaire de 156,7 secondes d'arc et à un angle de position de 204° de l'étoile primaire. Ce compagnon apparaît être purement optique.